# La Grande Chaloupe

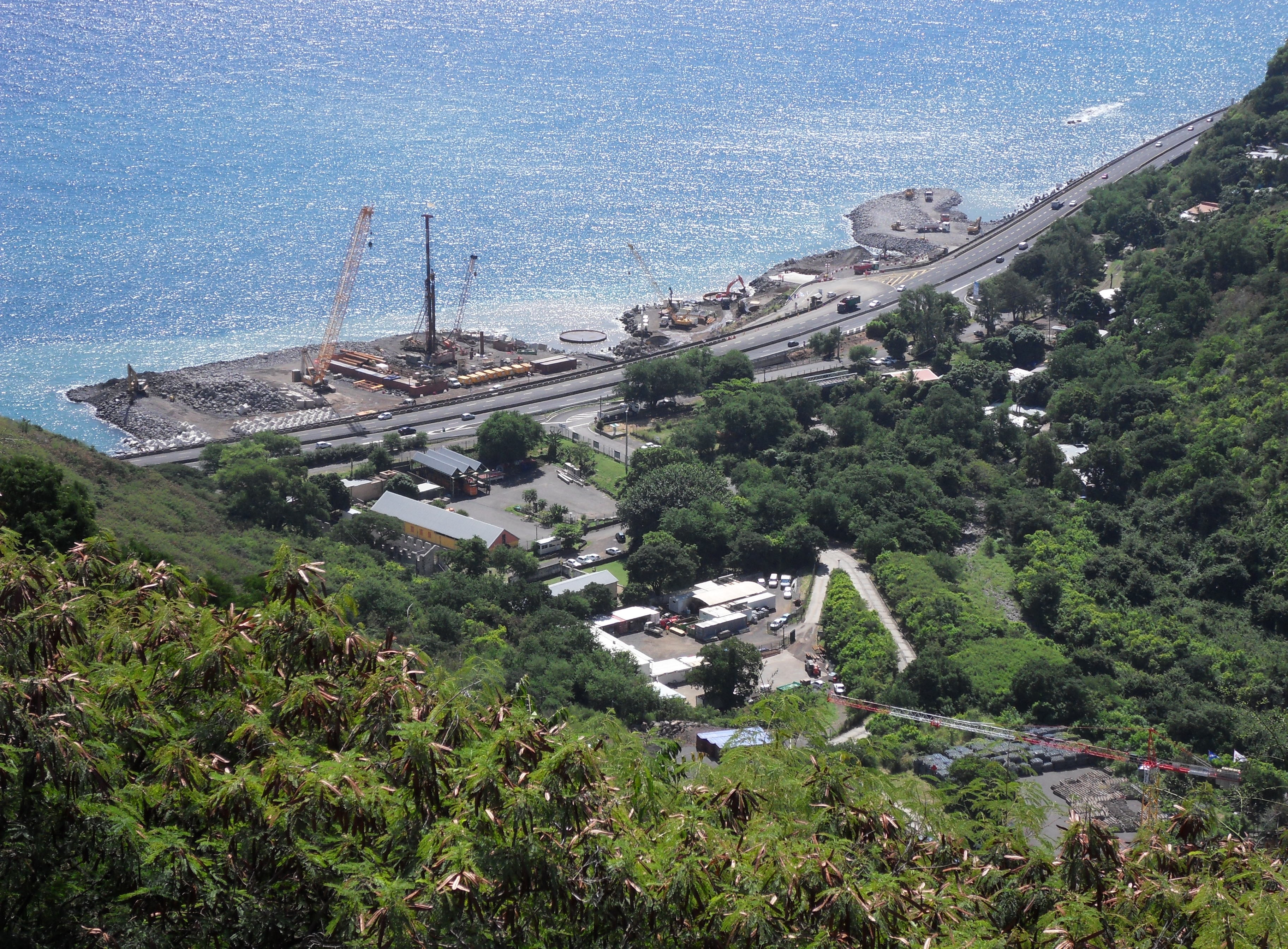
La Grande Chaloupe vue depuis le Chemin des Anglais en mai 2015.
On distingue :
- Le lazaret no 1
- La Route du Littoral
- Les travaux de la Nouvelle route du Littoral.

Le site de La Grande Chaloupe est situé entre les communes de Saint-Denis (La Réunion), le chef-lieu de l'île et La Possession. Le village est séparé en deux par la ravine de la Grande Chaloupe qui matérialise la limite communale. Le site de la Grande Chaloupe permet un voyage du XVIIIe au XXIe siècle réunionnais. Il rend compte d’un héritage propre aux différentes phases de ces périodes : 
- L’occupation anglaise du début du XIXe siècle donne son nom à un chemin du XVIIIe siècle, construit par des esclaves.
- L’engagisme se matérialise dans les lazarets construits entre 1860 et 1865.
- Le chemin de fer de La Réunion construit fin XIXe est présent à travers les bâtiments de la gare, les locomotives et le tunnel.
- Le tan lontan[1] et la « modernité » sont présents à travers le village.

Ensemble, ces éléments font de la Grande Chaloupe un territoire de lecture et de compréhension de la construction de l'identité créole et de sa diversité culturelle.

## Historique de l'occupation de la ravine
La Grande Chaloupe abrite schématiquement trois groupes d’habitations caractéristiques de l’habitat traditionnel réunionnais réparti sur les communes de Saint-Denis et de La Possession. L’installation des habitants dans le quartier (1950-1960) s’insère dans le contexte de la départementalisation et du passage à la modernité (rupture progressive de l’île avec le mode de vie du XIXe siècle). De très fortes mutations bouleversent alors La Réunion : aménagement des routes, construction de nouveaux types d’habitats (le quartier du Chaudron au début des années 1960), d’écoles, premiers travaux de la route en Corniche (1950-1964).

### La ravine avant 1848
Pour comprendre le schéma d'occupation de la ravine il faut remonter au XIXe siècle. La ravine est divisée en plusieurs parcelles qui recoupent une réalité géographique à La Réunion que l'on nomme : îlet (ou îlette). Il existe en effet des îlets formés par l'accumulation des pierres de la ravine et l'érosion des flancs de la falaise (qui forment alors un plateau) que l'homme valorisera sous forme de parcelles agricoles. Sur ces îlets, on note la présence de sources d'eau douce dont certaines sont rachetées à partir de 1873 par la colonie. Ces ventes, réalisées au bénéfice d'Oscar de Jouvancourt de Channes concernent d'ailleurs des sources de la Grande Chaloupe mais aussi de la Ravine à Jacques. L'objectif est de permettre l'alimentation en eau des lazarets.

### La revalorisation par le colonat
Cet espace du village est subdivisé en plusieurs propriétés dont certaines seront acquises par la colonie (dans le cadre de la construction des lazarets) et d'autres resteront dans le domaine privé. L'installation de la population trouve son origine dans une première occupation de valorisation sur la base du colonat. Le colonat est un mode de faire-valoir en vigueur à La Réunion, fondé sur une entente orale entre propriétaire et colon (terme local désignant le petit exploitant agricole) sur la base de deux tiers de la production pour le second et un tiers pour le premier. 
Ces parcelles seront valorisées entre les années trente et cinquante et vendues à partir des années soixante à certains colons. La parcelle évolue alors vers un îlot d'habitation rassemblant sur la même parcelle la famille installée et les enfants fondant un foyer. Les zones d'agricultures de subsistance se développent alors sur les pentes et en périphérie de la parcelle d'origine. Les actes notariés signalent encore dans les années soixante la présence de sources permettant d'avoir de l'eau d'irrigation pour les cultures mais qui sont aussi utilisées comme sources alimentaires.

### Aujourd'hui: un village entre tradition et modernité
L'évolution sociologique actuelle est marquée par un référentiel chronologique fort, conséquences de la départementalisation. Ce référentiel est désigné localement sous le terme de "Tan lontan" et désigne la période qui va des années 1940 à 1970 qui marque la rupture progressive de La Réunion avec le mode de vie du XIXe siècle, et l'entrée dans ce que les sociologues appellent la "Modernité". 
Le village, installé dans un écosystème riche, à proximité de l’océan permet de conserver un mode de vie «traditionnel» où le quotidien est complété par une agriculture de subsistance, par la chasse ou la pêche tout en permettant de bénéficier de la plus grande partie des avantages de La Réunion du XXIe siècle : voiture, téléphone portable, etc. L’aménagement de la zone d’habitat est intimement lié à ce mode de vie, combinant tradition et modernité.
On retrouve dans le village des éléments du patrimoine religieux de l’espace réunionnais : 
- Plusieurs «ti bondié» (oratoire), très nombreux sur le site, on en retrouve aussi dans les "kours" des maisons (espace ouvert devant et autour de la maison, abritant un jardin ou une surface cultivée[6]).
- Deux "Tamp" ou "zapel" (temple ou chapelle, sous entendu de culte Hindou), l'un est localisé près du Chemin des Anglais, côté Possession, l'autre se situe directement dans le village, côté Saint-Denis.
- Un "rond de servis malgas" ou "boucan", termes qui désigne un espace cultuel dédié à la mémoire de l'ancêtre africain ou malgache. La pratique du "servis" est intimement lié à l'espace de la maison. Il est amené à La Réunion par les migrations tamoules et malgaches de l’engagisme et rencontre localement les pratiques issues de l’Afrique. Il présente plusieurs formes (servis malbar, servis malgas, servis zesclav, etc) selon les sphères religieuses auxquelles il est rattaché. Dans ces différentes variations, bon nombre ont en commun le culte des ancêtres. La pratique du servis est intimement liée à un cadre familial, à un sol ou un lieu de mémoire et donne une dimension à très forte valeur sacrée à l’espace où il se pratique.

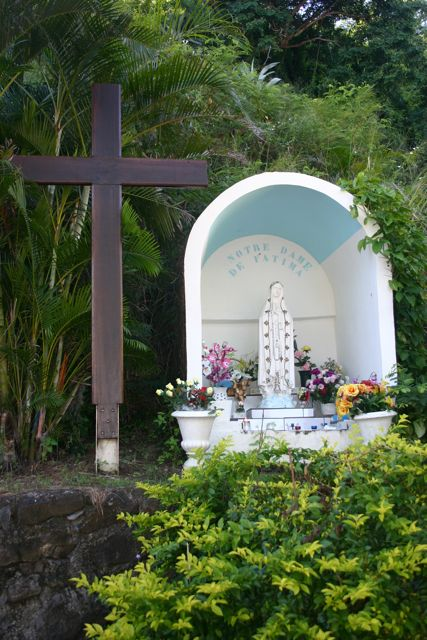
Petit oratoire (ti bondié) Notre Dame de Fatima à la Grande Chaloupe.
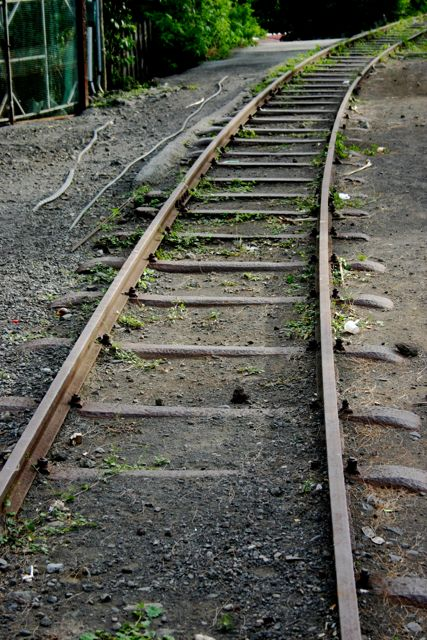
Portion de la voie ferrée de l'ancien CFR (chemin de fer de La Réunion).
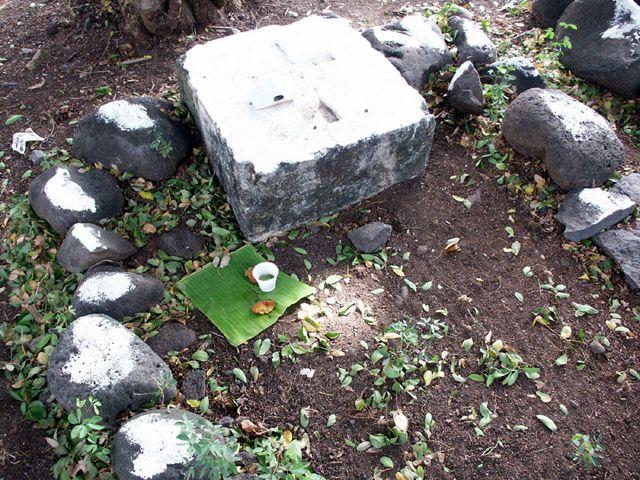
Offrande dans le cimetière du lazaret 1.
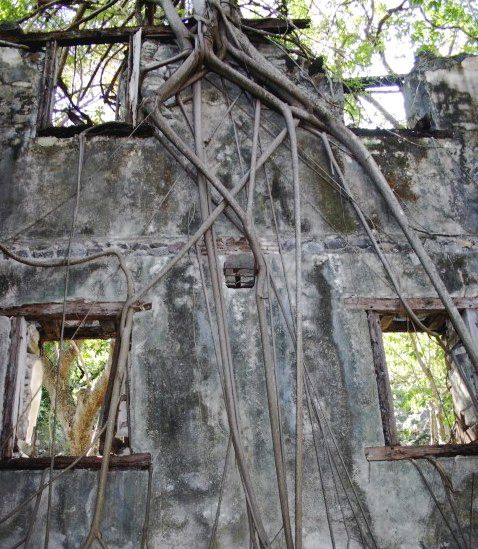
Intérieur du dortoir du lazaret 2 (Saint-Denis), dans son écrin végétal.

## Un lieu de mémoire

### L'engagisme
Tout le peuplement de La Réunion s’articule autour de trois périodes : 
- la colonisation, associée à la Compagnie des Indes qui couvre la fin du XVIIe siècle et une partie du XVIIIe,
- la période esclavagiste qui couvre le XVIIIe siècle jusqu’à l’abolition de l’esclavage en 1848 ;
- l’engagisme à La Réunion prend le relais de l’esclavage et fonctionnera jusqu'à la fin des années 1930. Il est mis en place par la colonie pour recruter des travailleurs (étrangers à la colonie dans un premier temps), qui viennent dans l’île pour une durée de 5 ans. Ces populations appelées localement « engagés », viennent d'abord d’Inde (alors anglaise) avec deux groupes religieux : des Tamouls et des Indo-musulmans. Ces engagés ont un salaire et le droit de pratiquer leur religion. En 1882, l’Angleterre dénonce les conditions de séjour faites à ses ressortissants et rompt sa politique de migration. La France se tournera alors vers d’autres pays : Madagascar, les Comores, l’Afrique (principalement le Mozambique), l’Australie, la Chine, Java. Bien que leur nombre ait considérablement diminué au début du XXe siècle, des engagés arriveront encore jusqu’au milieu des années 1930.

### Un lieu de quarantaine sanitaire
Cette approche de l'histoire du site est à situer dans la perspective de la politique sanitaire de l'île. Ainsi, le site voisin de la Ravine à Jacques sert, jusqu'à la construction du lazaret 1 de la Grande Chaloupe, de lieu de quarantaine sanitaire et "accueille" notamment les esclaves débarquant dans l'île. 
En 1860, la colonie décide de l'aménagement d'un espace de quarantaine sanitaire plus vaste, pour faire face à la montée en charge des arrivées d'engagés. Le choix est alors fait de construire un ensemble de bâtiments dans la ravine de la Grande Chaloupe. Le plan du site est composé dans sa structure première de deux dortoirs, une longère, un bateau-lavoir, un cimetière, des latrines et de murs d’enceinte. 
À partir de 1863, un second lazaret (dit lazaret 2) est aménagé pour compléter la capacité d'accueil du site. Le lazaret 1 est agrandi fin XIXe siècle (entre 1898 et 1900) par une infirmerie et une étuve. 
Le bâtiment des latrines a aujourd'hui disparu. Un des dortoirs est affecté à la D.D.E. et constitue une base opérationnelle pour les travaux de la route du littoral. Le bateau-lavoir actuel est une reconstruction imitant l’ancienne structure (une structure similaire existe au lazaret 2). 
À partir du milieu du XIXe le site de la ravine à Jacques sert de léproserie et accueille les lépreux de l'île. Les deux ravines fonctionneront comme "sas" sanitaire jusqu'au début de la Seconde Guerre mondiale.
À l'île Maurice, on retrouve un site ayant les mêmes fonctions : L'Aapravasi Ghat. Ce site a été classé patrimoine mondial de l'humanité par l'UNESCO en 2006.

### Un espace de commémoration
Le 15 août (fête de l’indépendance de l’Inde) et le 11 novembre (la fin des accords franco-britannique sur l’engagisme) sont fêtés sur le site. Si le 15 août est une date avérée historiquement parlant, le 11 novembre (1882) est présenté comme la date de la fin de l’engagisme indien, et rassemble une partie de la communauté tamoule. Outre la dimension de mémoire, cette date témoigne de la volonté d’inscrire dans le calendrier officiel à côté du 20 décembre ou du 10 mai une date à la symbolique forte faisant référence à l’engagisme. La date choisie marque la fin des accords franco-britanniques sur l’engagisme indien mais ne constitue pas une rupture de la migration indienne vers La Réunion. Loin de s’arrêter en 1882, elle continue jusqu’à la veille de la Seconde Guerre mondiale.

## Des recherches récentes
L'engagisme a été exploré dans des études relativement récentes. L’une des caractéristiques de ces dernières est qu’elles ont été, pour la plupart, réalisées par les descendants même des populations issues de l’engagisme. :
- Michèle Marimoutou publie en 1989 Les Engagés du sucre. C’est l’ouvrage qui réalise le mieux l’étude descriptive du phénomène. Chaque étape du périple des engagés est décrite : départ et voyage, attente en rade et débarquement, internement et vie quotidienne dans les lazarets (lieu de quarantaine sanitaire) puis finalement distribution des engagés. Chronologiquement, l’étude couvre une période de 20 ans à partir des décrets d’application des conventions franco-anglaises de 1860-1861 et s’intéresse essentiellement à l’Inde.
- L’étude de Sudel Fuma, Histoire d’un peuple, La Réunion, 1848-1902 est plus globale et plus étendue chronologiquement que celle de Michèle Marimoutou. En effet, si la population indienne est la plus importante quantitativement, dans sa migration vers La Réunion, beaucoup plus largement ont transité par ce lieu tous les engagés, quelle que soit leur origine ethnique. L’étude reste floue pour la fin du XIXe siècle mais entame l’après-engagisme indien.
- En 1995, l’étude de Koulsoum Moussa nous montre l’immigration des Indo-musulmans du Sud-est du Gujerat, et leur installation dans l’île dans le dernier quart du XIXe siècle.
- En 1996, Edith Wong-Hee-Kam traite de l’immigration chinoise. L’implantation chinoise ne prend corps que dans la seconde moitié du XIXe siècle. La première vague de Chinois était composée d’engagés agricoles. La deuxième vague est constituée par des passagers libres. Cette immigration libre a permis l’installation de la majorité des populations chinoises actuelles.
- L’ouvrage de Virginie Chaillou De l’Inde à La Réunion : Histoire d’une transition, l’épreuve du Lazaret (1860-1882), complète la recherche sur l’engagisme en y apportant de nouveaux éléments sur la vie quotidienne aux lazarets. Elle présente la même démarche que Michèle Marimoutou c’est-à-dire des données permettant d’améliorer la connaissance du site des lazarets en reprenant le système dans son ensemble c’est-à-dire depuis le lieu d’origine de l’engagé, son contact avec les agents d’émigration jusqu’à son arrivée dans l’île. Une dimension nouvelle est ajoutée grâce à une recherche plus fouillée sur l’étape du transit par les lazarets. L’auteur propose un certain nombre de documents liés au fonctionnement des lazarets.
- Plus récemment Jean-Régis Ramsammy étudie La galaxie des noms Malbars. L’auteur recense les noms tamouls, analyse leur origine indienne et en décrit le sens. Ce qui permet notamment d’éclairer les différents groupes ou castes dont est issue la population tamoule de La Réunion.
- En 2005, l'Agence pour la Cohésion Sociale et l'Égalité des Chances (ACSE) lance un programme de recherche national sur la thématique Histoire et mémoires des immigrations en régions. Localement l'ESOI (Études Ethnosociologiques de l’Océan Indien) porte cette étude qui débouche aujourd'hui en mai 2008 sur la production d'une synthèse Immigrations réunionnaises : des populations en provenance et en devenir. Cette recherche, la plus récente sur le sujet, placée sous la responsabilité scientifique d'Emmanuel Souffrin, ethnologue, associe également les regards croisés, d'une anthropologue Jacqueline Andoche, de deux consultants mêlant les approches Histoire, Patrimoine et Musée : Laurent Hoarau et Jean François Rebeyrotte. Cette recherche permet aussi de produire une synthèse historique des flux migratoires issus de l'engagisme et tente une approche globale de ces flux sur un peu moins d'un siècle (1846 – 1938). Elle permet non seulement d'appréhender la catégorisation à travers l'étude des statistiques, mais aussi les représentations au fur et à mesure des migrations, à partir des sources iconographiques dans la perspective d'une analyse de l'évolution des représentations du migrant ou de l'immigrant. Une approche des lieux de mémoire (lazaret, cimetière, calbanon) de la migration permet enfin de souligner la problématique de frottements culturels et d'interculturalité dans l'espace public[8].

## Un chantier – école sur le site: une première étape de valorisation

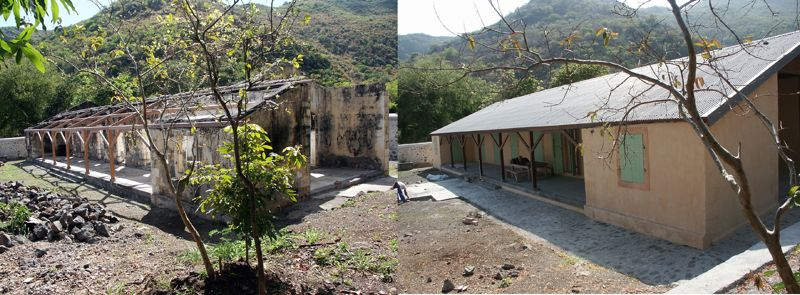
Infirmerie (bâtiment de la fin du XIXe siècle) avant et après restauration

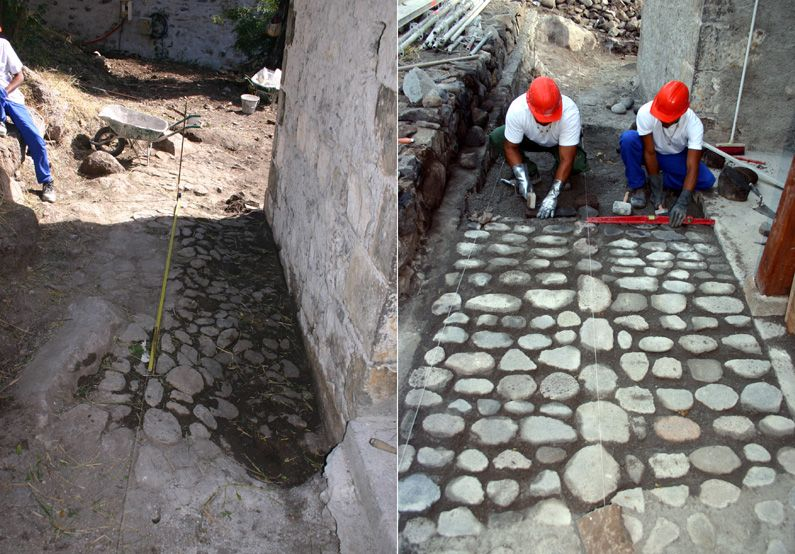
Calade, près de la varangue du médecin des Lazarets avant et en cours de restauration.

Les populations de la Grande Chaloupe ont été impliquées depuis décembre 2004 dans le processus de restauration du lazaret 1 de la Grande Chaloupe. Cette opération demandée par le Conseil Général de La Réunion en 2003 est financée par un partenariat très large. Participent à l’opération : le Conseil Général, le Conservatoire du littoral, la DRAC, l’ADI, la commune de la Possession, la DDE et l’Europe. Le chantier a concerné dans sa première phase les murs d’enceinte du cimetière et de l’infirmerie, partiellement effondrés ou complètement détruits. La conduite du chantier a été confiée à l’association C.H.A.M (Chantiers Histoire et Architecture Médiévales) par le Département. 
Le volet Emploi / Insertion / Formation du projet est porté de 2004 à 2008 par l’association Cap Insertion de La Possession. Depuis juillet 2009, Bac Réunion succède à Cap Insertion et porte le volet emploi/insertion du chantier. Le chantier est un chantier-école qui a employé, par leur biais, de novembre 2004 à décembre 2009 une soixantaine de personnes dont environ 2/3 sont résidentes à la Grande Chaloupe. Cela dans un objectif d’insertion mais aussi dans une démarche d’appropriation d’un patrimoine de proximité.   
Après l’infirmerie et l’enceinte du cimetière, la longère et le dortoir concentrent la 2e tranche des travaux de restauration qui s'est achevée en 2011.

### Filmographie
- Les petites histoires de la Grande Chaloupe, 52 min, Aligal Production, diffusion France ô, 2011. Documentaire de Laurie-Anne Courson qui croise le quotidien de trois femmes pendant une année.
- Domoun Grande Chaloupe, film réalisé par l'association Aporos en 2010, en marge du projet Tram-Train dont le tracé menaçait le village.